# Leucanitis schlumbergeri
Leucanitis schlumbergeri är en fjärilsart som beskrevs av Fuchs 1903. Leucanitis schlumbergeri ingår i släktet Leucanitis och familjen nattflyn. Inga underarter finns listade i Catalogue of Life.